# 1160년대
1160년대는 1160년부터 1169년까지를 가리킨다.

## 사건과 동향
- 1162년 - 칭기즈 칸의 탄생.